# وو سانگ-هو
وو سانگ-هو (انگلیسی: Woo Sang-ho؛ زادهٔ ۷ دسامبر ۱۹۹۲) بازیکن فوتبال است.